# Aëtios von Antiochia
Aëtios von Antiochia (Ἀέτιος ὁ Ἀντιοχεύς, auch bekannt als Aetius von Antiochia bzw. von Konstantinopel; † 367 in Konstantinopel) war ein spätantiker christlicher Theologe, auf den im so genannten arianischen Streit die Positionen der „Heterousianer“, auch manchmal noch „Radikalarianer“ oder „Anhomöer“ genannt, zurückgehen.

## Hintergrund
Diese Zeit war geprägt von heftigen theologische Streitigkeiten, die sich um die Trinität mit dem Verhältnis zwischen Gott Vater, Sohn und Heiligen Geist, bzw. Gott, Logos-Sohn und Heiligen Geist, drehten. Kaiser Constantius II. hatte infolge eines Bürgerkriegs gegen den Usurpator Magnentius das gesamte Römische Reich ab 353 wieder unter der Herrschaft eines Kaisers geeint und strebte nun auch ein einheitliches Glaubensbekenntnis innerhalb der Reichskirche an. Es ging um die Frage: War Jesus tatsächlich „wesenseins“ mit Gott-Vater oder nur „wesensähnlich“? Auf die erste Formel, Teil des sich entwickelnden Dogmas der Trinitätslehre, hatte sich die Mehrheit der Teilnehmer des Ersten Konzils von Nicaea geeinigt, deren Glaubensformel daher auch als Nicaenum bezeichnet wird, doch plädierten gerade im Osten des Reiches viele eher für die zweite Formulierung. Die Gegner des Nicaenums wurden seit der Spätantike bis ins 20. Jahrhundert meist alle als „Arianer“ bezeichnet, als Anhänger der Ideen des alexandrinischen Presbyters Arius, was inhaltlich nicht zutreffend ist. Im Grunde gab es in den Jahren und Jahrzehnten nach dem Konzil von Nicäa drei Hauptströmungen, welche die entstehende Trinitätslehre eher ablehnten und von den Vertretern des Trinitäts-Dogmas vielfach ohne Unterschied als „arianisch“ bezeichnet wurden: Die Homöusianer sowie die Homöer und die Heterousianer. Letztere werden nicht ganz zutreffend als „Radikalarianer“ oder „Neuarianer“ bezeichnet, ihre theologischen Ansichten gehen auf Aëtios zurück.

## Leben
Aëtios wurde zu Beginn des vierten Jahrhunderts in Koilesyrien geboren und studierte, nach anderen beruflichen Tätigkeiten wie Kupfer- und Goldschmied und als Arzt, schließlich auch Theologie und Philosophie. 344 von seinem Freund Leontius zum Diakon geweiht, lebte er zunächst einige Zeit in Antiochia am Orontes, wo er unter anderem zum religionspolitischen Berater des Unterkaisers Constantius Gallus avancierte. Ab 357 entwickelte er eine Neufassung der Theologie des Origenes. Später siedelte er dann aber nach Alexandria in Ägypten über.
Kaiser Constantius favorisierte jedoch die Homöusianer bzw. schließlich die Homöer und ging gegen die „Neuarianer“ um Aëtios vor. 359 wurde Aëtios verurteilt, ein Jahr später wurde ihm das Diakonat entzogen. Er wurde nach Kilikien, bald darauf nach Pisidien ins Exil geschickt. Nachdem Ende 361 Kaiser Constantius gestorben war, durften die Verbannten zurückkehren. Kaiser Julian, der als letzter Kaiser eine Erneuerung des Heidentums versuchte, hoffte mit diesem Schritt wohl auch die Kirche zu schwächen. Julian schenkte Aëtios, der sich in der Hauptstadt Konstantinopel niedergelassen hatte, ein Landgut bei Mytilene. 363 wurde Aëtios zum Bischof ernannt. Nach dem Tod Julians auf dem Persienfeldzug zog sich Aëtios zurück und spielte keine bedeutende Rolle mehr.

## Theologie
Aëtios knüpft zwar inhaltlich in einigen Punkten scheinbar bei der Theologie von Arius an, doch rührt die gewisse Ähnlichkeit beider Ansichten daher, dass beide theologisch bedeutende Elemente von Origenes übernommen haben und philosophisch wie argumentativ sehr stark vom Mittel- und Neuplatonismus beeinflusst worden sind. Aëtios beruft sich entsprechend nirgends auf Arius.
Gott und Jesus seien verschieden im Wesen, denn Gott sei ungezeugt, Jesus, sein Sohn, sei gezeugt, ein Geschöpf Gottes nur aus dessen Willen, nicht aus dessen Wesen. Da Gott ungezeugt sei, sei er auch nicht Vater, das Vatersein sei eine aus dem Willen Gottes entspringende Energie, welche wiederum den Sohn verursache. Der Sohn sei der Schöpfungsmittler und dem Vater subordiniert, als Schöpfungsmittler sei er allerdings endlich wie die Schöpfung, die von ihm stamme. Aëtios und damit die 'Heterousianer' (von griechisch ἑτερο-ούσιος [hetero-ousios], ein anderer nach dem Wesen als Gott-Vater) postulierten damit, Vater und Sohn seien wesensverschieden, doch mit Übereinstimmung beider im Willen hinsichtlich des heilsgeschichtlichen Handelns.
Aëtios und seine Anhänger, darunter Eunomius, Eudoxius von Antiochia, Leontios von Tripolis, Theodulus von Chaeretapi und Theophilos der Inder, konnten sich mit ihrer Interpretation jedoch nicht bei der Mehrheit der Theologen im Osten des Reiches durchsetzen; im Westen lehnte man dies ohnehin ab.